# スティーブ・ファーバー
スティーブ・ファーバー (Steve Furber) こと スティーブン・バイラム・ファーバー（Stephen Byram Furber CBE FRS FREng、1953年3月21日 - ）は、イギリスの計算機科学者、数学者、ハードウェア技術者である。現在はマンチェスター大学計算機科学部のICL計算機工学教授を務めている。
1980年代にエイコーン・コンピュータでBBC MicroやARMマイクロプロセッサの主要設計を担当した。2018年時点で、ARMアーキテクチャを搭載したプロセッサは1000億個以上製造されており、世界中のモバイル端末や組み込みシステムで広く使用されている。
1990年にマンチェスター大学に移籍して以降、非同期システム、低消費電力設計、神経工学の研究をリードしており、SpiNNaker(Spiking Neural Network Architecture)プロジェクトでは、計算論的神経科学に最適化された100万個のARMプロセッサを搭載したコンピュータを開発している。

## 教育
ファーバーはマンチェスター・グラマー・スクールで教育を受け、1970年にハンガリーで開催された国際数学オリンピックに英国代表として出場して銅メダルを獲得した。ケンブリッジ大学のセント・ジョンズ・カレッジの学部生として数学トライポスを受講し、Bachelor of Arts(BA)とen:Master of Mathematics（MMath、数学トライポスの第三部）を取得した。1978年にケンブリッジ大学のエマニュエル・カレッジで空気力学のロールス・ロイス研究員(research fellow)に任命され、1980年にジョン・フォウチ・ウィリアムズの指導の下で、ウェイス＝フォーの原理の流体力学の研究で博士号(Ph.D.)を授与された。

## エイコーンでの業績
1970年代後半の博士課程の研究の間に、ファーバーは、ハーマン・ハウザーとクリス・カリーが立ち上げたばかりのエイコーン・コンピュータ（当時はCambridge Processor Unit）で、いくつかのプロジェクトを自発的に手伝っていた。その中には、マイクロプロセッサで動くスロットマシンのコントローラや、後にBBC Microとなるコンピュータのプロトタイプ「プロトン」があった。
1981年に博士号を取得して正式にエイコーンに入社したのは、エイコーンが正式にBBCと契約した後のことだった。彼はハードウェア設計と設計マネージャーを務めた。彼は、BBC Micro、Electron、ARMマイクロプロセッサの最終設計と生産に携わった。
1990年8月にマンチェスター大学に移籍してICL計算機工学教授となり、AMULETの研究グループを設立した。

## 研究
ファーバーの主な研究テーマは、ニューラルネットワーク、ネットワーク・オン・チップ、マイクロプロセッサである。2003年には、工学・物理科学研究評議会(EPSRC)の生物に学んだ新しい計算方式に関する研究クラスタのメンバーだった。
ファーバーの最も最近のプロジェクトであるSpiNNaker(Spiking Neural Network Architecture)は、人間の脳の働きを直接模倣した新しい種類のコンピュータを構築しようとする試みである。SpiNNakerはハードウェアで実現されたニューラルネットワークであり、最終的には100万個のARMプロセッサを搭載するように設計された超並列処理システムである。完成したSpiNNakerは、人間の脳の能力の1%、つまり約10億個の神経細胞をモデル化する。SpiNNakerプロジェクトは、特に次に挙げる事項の調査を目的としている。
- 大規模並列計算リソースは、どのようにして脳機能の理解を加速させることができるのか?
- 脳機能に対する理解が深まることで、より効率的な並列計算、耐障害性の高い計算への道が開けないか?

ファーバーは、「どちらかの方向に大きな進展があれば、大きな科学的ブレークスルーになるだろう」と考えている。
ファーバーの研究テーマには、非同期システム、センサネットワーク用の超低消費電力プロセッサ、オンチップ相互接続とGlobally Asynchronous Locally Synchronous(GALS)、、神経系工学がある。
彼の研究は、工学・物理科学研究評議会(EPSRC)、王立学会、欧州研究会議から資金提供を受けている。

### 賞と栄誉
1997年2月に英国コンピュータ協会のフェローに選出された。1998年には、非同期回路設計に関する欧州作業部会(ACiD-WG)のメンバーになった。2002年には王立協会フェロー(FRS)に選出された。また、王立工学アカデミーのフェロー(FREng)である。
2007年にファラデー・メダルを受賞し、2010年にはピンカートン・レクチャー講師となった。
2008年に大英帝国勲章コマンダーを受章した。2010年に、他のARMプロセッサの開発者2人とともにミレニアム技術賞を受賞した。2012年、コンピュータ歴史博物館のフェローに選出（「コンピュータの殿堂」殿堂入り）された。受賞理由は「ソフィー・ウィルソンと共に、BBC microやARMプロセッサアーキテクチャの研究を行ったこと」だった。
2004年に王立協会からウォルフソン・フェローシップを受賞した。2014年に英国コンピュータ協会特別フェロー(DFBCS)に選出された。
2009年10月8日から放送されたBBC Fourのドキュメンタリードラマ『マイクロメン』では、俳優のサム・フィリップスがファーバーの役を演じた。2022年チャールズ・スターク・ドレイパー賞を受賞した。

## 私生活

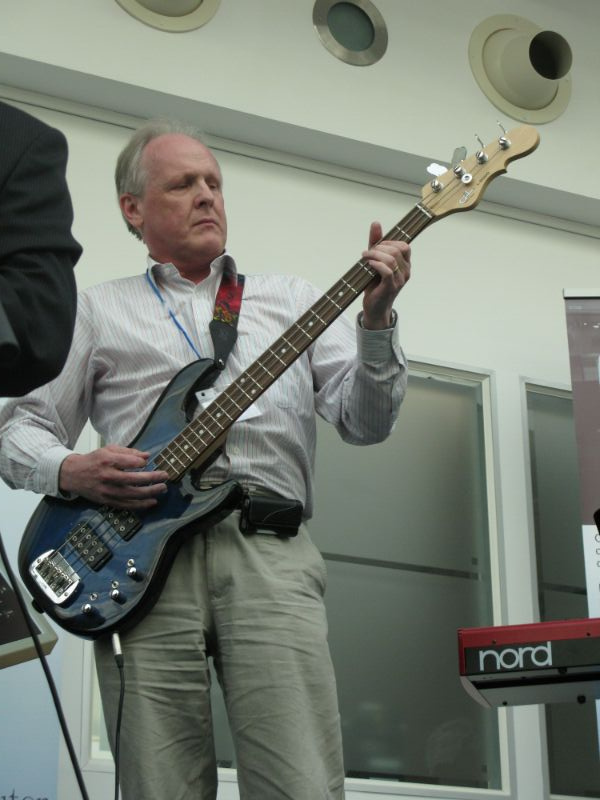
ベースを演奏するファーバー

ファーバーはValerie Elliotと結婚し、娘が2人いる。趣味として6弦ギターを演奏する。